# Lampe à acétylène

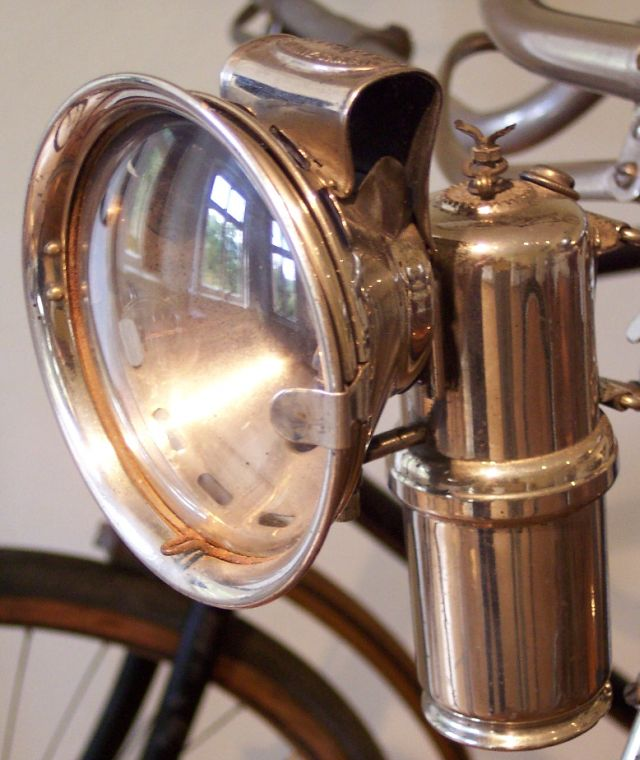
Lampe à acétylène française datant des années 1910, montée sur une bicyclette.

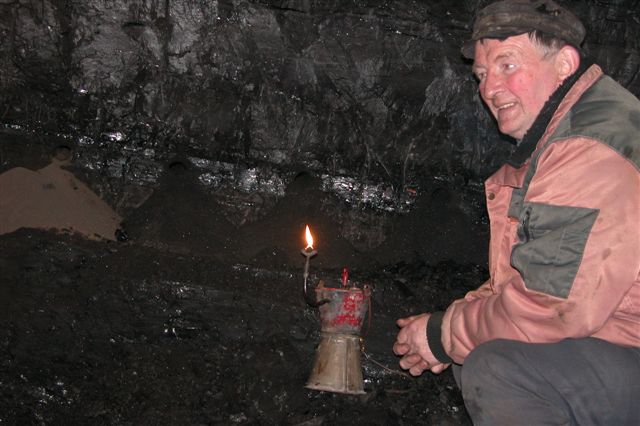
Lampe à acétylène dans une mine de charbon.

La lampe à acétylène (ou lampe à carbure) est un moyen d'éclairage le plus souvent portable. La source lumineuse est la flamme de combustion du gaz acétylène, celui-ci résultant de la réaction de l'eau sur le carbure de calcium tous deux contenus dans la lampe.

## Histoire

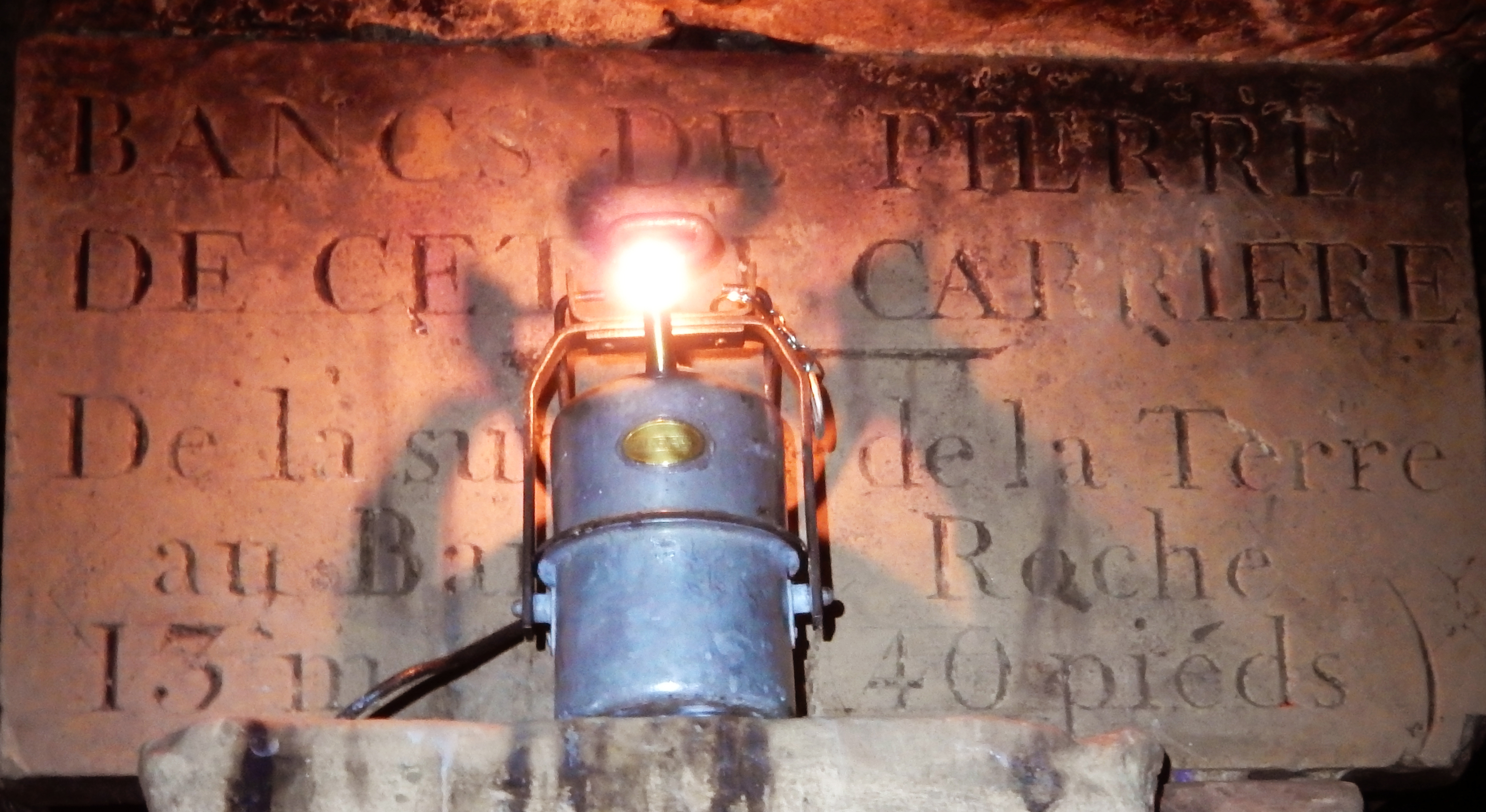
Lampe à acétylène, modèle français de marque Arras, type T3.

La lampe à acétylène a été conçue par le Français Henri Moissan en 1892.
L'acétylène, un hydrocarbure de la classe des alcynes de formule brute C2H2 a été découvert par Edmund Davy, professeur de chimie à Dublin en 1836. En chauffant du charbon avec un composé de potasse, il obtint un carbure et s'aperçut qu'il dégageait un gaz par réaction avec de l'eau. Davy remarque le fort pouvoir éclairant de ce gaz.
En 1862, l'acétylène est étudié puis synthétisé par le chimiste français Marcellin Berthelot à partir de carbone et d'hydrogène sous l'action d'un arc électrique, dans un appareil surnommé « œuf de Berthelot ». C'est lui qui lui donne le nom d'acétylène.
En 1892, le carbure de calcium est produit involontairement dans un four à arc de laboratoire conçu par le pharmacien français Henri Moissan qui cherchait principalement à élaborer des métaux à haute pureté : le creuset ainsi que l'électrode en carbone fondaient sur la sole du four en brique de chaux vive en laissant un liquide qui cristallisait en se refroidissant et qui s'avérera être du carbure de calcium amorphe. La production industrielle du carbure de calcium par four à arc a été mise au point par Louis Bullier, un collaborateur de Moissan, en 1894, qui tira habilement parti de la découverte passée inaperçue de Moissan en mettant au point la méthode et les dosages des ingrédients qu'il eût la prudence de faire breveter. Des procès s'ensuivirent qui prirent fin le 6 février 1903 par un arrêt de la cour en faveur de Bullier. Au même moment, les Alpes s'équipaient rapidement en usines hydro-électriques et les usines de carbure de calcium s'y installèrent, exploitant le procédé Bullier : vallée de la Romanche dans l'Isère, Avrieux et Giffre en Savoie, Arlod et Bellegarde dans l'Ain. Au Canada, Léopold Wilson, un autre chercheur, va obtenir les mêmes résultats.      
Avec l'industrialisation de la production de carbure de calcium en Europe et aux États-Unis, des systèmes d'éclairage autonomes sont développés, générateurs miniatures qui vont très simplement domestiquer cette réaction entre l'eau et le carbure de calcium.
L'acétylène fut également utilisé à petite échelle dans des applications d'éclairage public. Ainsi la Ville de Callac située dans le département des Côtes-d'Armor, en région Bretagne, s’équipe d’un éclairage public à acétylène en 1904. Ce système d'éclairage dura jusqu'à la fin de la Première Guerre mondiale et les années 1920 virent l'arrivée de l'éclairage électrique. L’acétylène arrivait un peu tard pour remplacer dans l’éclairage public le gaz de ville dont l’utilisation avait été révolutionnée en 1886 par l’emploi du manchon dû à Carl Auer von Welsbach ; si, en 1910, un millier de villes avaient adopté l’acétylène, le développement de l’éclairage électrique allait s’opposer à l’extension de cette utilisation.
La production de carbure de calcium a beaucoup diminué depuis que l'acétylène est produit par combustion partielle de méthane et par craquage des hydrocarbures.
Entre 1901 et 1910, le Français Charles Picard, d’après une idée d’Henry Le Chatelier remontant à 1895, invente le chalumeau oxyacétylénique qui est une autre application de l'acétylène.
En France, il n'existe plus aucune production industrielle de carbure de calcium depuis l'année 2003 avec la fermeture de la dernière usine, ex-Péchiney, à Bellegarde.

## Utilisation
Étant donné son principe de fonctionnement, ce type de lampe est très pratique lors d'un besoin continu en lumière, mais moins lors d'une utilisation ponctuelle.
En effet, une fois allumé, le plus simple pour l'éteindre est de consommer la totalité du carbure que la lampe contient, car une fois humide il est difficilement réutilisable.
Avantages :
- éclairage omnidirectionnel et puissant, permettant une bonne lumière d'ambiance et une couleur chaude et agréable comparée à la plupart des lampes électriques ;
- autonomie (avant l'arrivée des LED puissantes) ;
- réaction exothermique permettant de se maintenir au chaud (sous une couverture de survie) en attendant les secours (en plus de la chaleur de sa flamme) ;
- bonne résistance dans le temps à l'humidité et aux conditions difficiles, fonctionnement sûr (notamment par rapport au gaz ou au pétrole sous pression) ;
- possibilité d'utiliser la flamme pour réchauffer un aliment ;
- évaluation de la réserve d'énergie relativement aisée et sécuritaire (pas de problème de pile défaillante ou vide par erreur).

Inconvénients :
- éclairage non directionnel ;
- poids de l'ensemble ;
- complexité relative ;
- alimentation en eau nécessaire ;
- extinction en cas de vent ou d'eau (sur les modèles où la flamme n'est pas protégée) ;
- impossibilité de l'éteindre rapidement sans perdre une bonne partie du carburant non utilisé ;
- de nos jours, rareté du carbure de calcium depuis que l'acétylène industriel n'est plus produit par hydrolyse du carbure de calcium, mais par combustion partielle de méthane et par craquage des hydrocarbures ;
- malodorant.

### Souterraine
En milieu souterrain, cette lampe est avantageuse du fait de sa relative résistance aux chocs, à la boue, à l'humidité, et de sa sûreté de fonctionnement. L'éclairage continu est utile dans un lieu totalement obscur, de type carrière ou mine, où la seule lumière visible est celle de la lampe.

#### Spéléologie
Ce type de lampe est encore utilisé par les spéléologues et les cataphiles. Bien que sérieusement concurrencée par les éclairages à LED, elle est restée pendant longtemps le système d'éclairage offrant à la fois autonomie (entre 6 et 8 heures pour une lampe de taille moyenne), puissance et faible coût d'utilisation. Pour augmenter leur autonomie, les spéléologues transportent le carbure de calcium dans ce qu'ils appellent des bananes (sacs étanches réalisés à partir de chambre à air de voiture ; la fermeture et l'étanchéité sont obtenues par pliage et serrage au moyen de forts élastiques réalisés dans la même matière). La génératrice (parfois appelée calebombe ou dudule), généralement portée en bandoulière ou attachée à la ceinture, est reliée au système d'éclairage, fixé sur le casque et comprenant un allumeur piézoélectrique, par un tuyau en matière plastique.
Le désavantage spécifique en spéléologie est qu'elle a tendance à noircir les parois des cavités et que les déchets (déchaulage) constituent une source de pollution (au moins visuelle) importante si elle n'est pas sortie de la cavité par son consommateur. Cependant, dans les carrières déjà sales, la chaux a l'avantage de tuer les microbes et peut servir à nettoyer les murs si on l'étale dessus. Dans les cavités sèches, il convient également d'emporter de l'eau. Dans les galeries humides ou venteuses, la flamme peut s'éteindre, ainsi que dans les boyaux (écrasement du tuyau, renversement du générateur).

##### Cataphilie
Les cataphiles utilisent souvent la lampe à acétylène pour explorer les tunnels et les carrières souterrains, ainsi que pour effectuer des travaux d'exploration et de cartographie. La lumière vive et constante produite par la lampe permet aux explorateurs de voir clairement leur environnement et de repérer les dangers potentiels, tels que les obstacles et les fissures dans le sol.
La lampe à acétylène est également utile pour déterminer la profondeur des puits et des gouffres, en mesurant la longueur de l'ombre projetée par la flamme sur une surface verticale. Les cataphiles peuvent également utiliser la lampe pour rechercher des fossiles ou d'autres objets intéressants dans les carrières et les grottes souterraines.
En plus de son utilisation pratique, la lampe à acétylène est souvent appréciée par les cataphiles pour son esthétique. La flamme de la lampe crée une ambiance chaleureuse et mystique, et peut être utilisée pour éclairer les stalactites et les stalagmites, créant ainsi des effets de lumière et d'ombre fascinants.
Cependant, en raison des risques associés à l'utilisation de gaz inflammables dans un environnement confiné, les cataphiles doivent faire preuve de prudence et de respect envers les règles de sécurité lorsqu'ils utilisent des lampes à acétylène. Des précautions telles que l'aération suffisante de l'espace souterrain et la manipulation sécuritaire du gaz sont essentielles pour assurer la sécurité des explorateurs et prévenir les accidents.

#### Mine
Cette lampe a aussi été utilisée par les mineurs dès 1902 dans les mines de fer lorraines. Lorsqu'elle est protégée (par un mécanisme spécifique aux lampes de mine), sa flamme permet de détecter le redouté grisou. Néanmoins, elle a été abandonnée au profit de l'électricité dans les mines grisouteuses à cause du danger d'explosion.

#### Carrière souterraine, champignonnières
Elle y a été longtemps utilisée pour ses qualités quand ces lieux n'étaient pas électrifiés.

### Transport

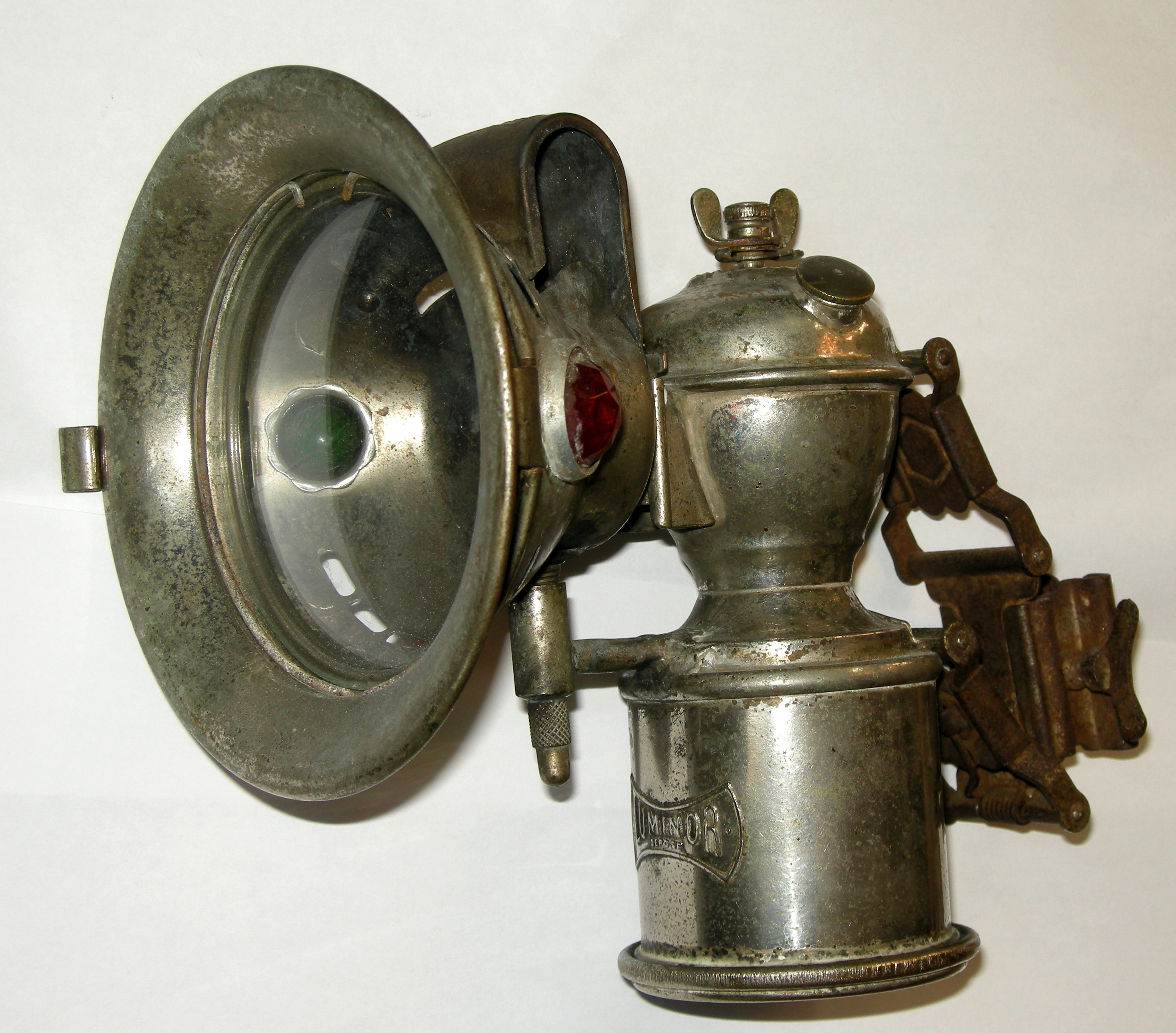
Lampe à acétylène de vélo et cyclomoteurs.

Ce type de lampe a été utilisé sur la plupart des véhicules : automobile, deux-roues, ferroviaire.

### Éclairage public
Dès qu'il fut possible de le produire de manière industrielle, l'acétylène fut également utilisé à petite échelle dans des applications d'éclairage public en remplacement du gaz de houille, majoritairement utilisé dans le monde (jusqu'à l'avènement de l'électricité et du gaz naturel).
Ainsi la Ville de Callac située dans le département des Côtes-d'Armor et la région Bretagne s’équipe d’un éclairage public à acétylène en 1904. Ce système d'éclairage dura jusqu'à la fin de la Première Guerre mondiale et les années 1920 virent l'arrivée de l'éclairage électrique. L’acétylène arrivait un peu tard pour remplacer le gaz de ville dans l’éclairage public, dont l’utilisation avait été révolutionnée en 1886 par l’emploi du manchon dû à Carl Auer von Welsbach ; si, en 1910, un millier de villes avaient adopté l’acétylène, le développement de l’éclairage électrique allait s’opposer à l’extension de cette utilisation.
Comme solution alternative d'éclairage public les lampes à pétrole furent beaucoup plus répandues en raison d'une plus grande facilité de recharge.

## Fonctionnement

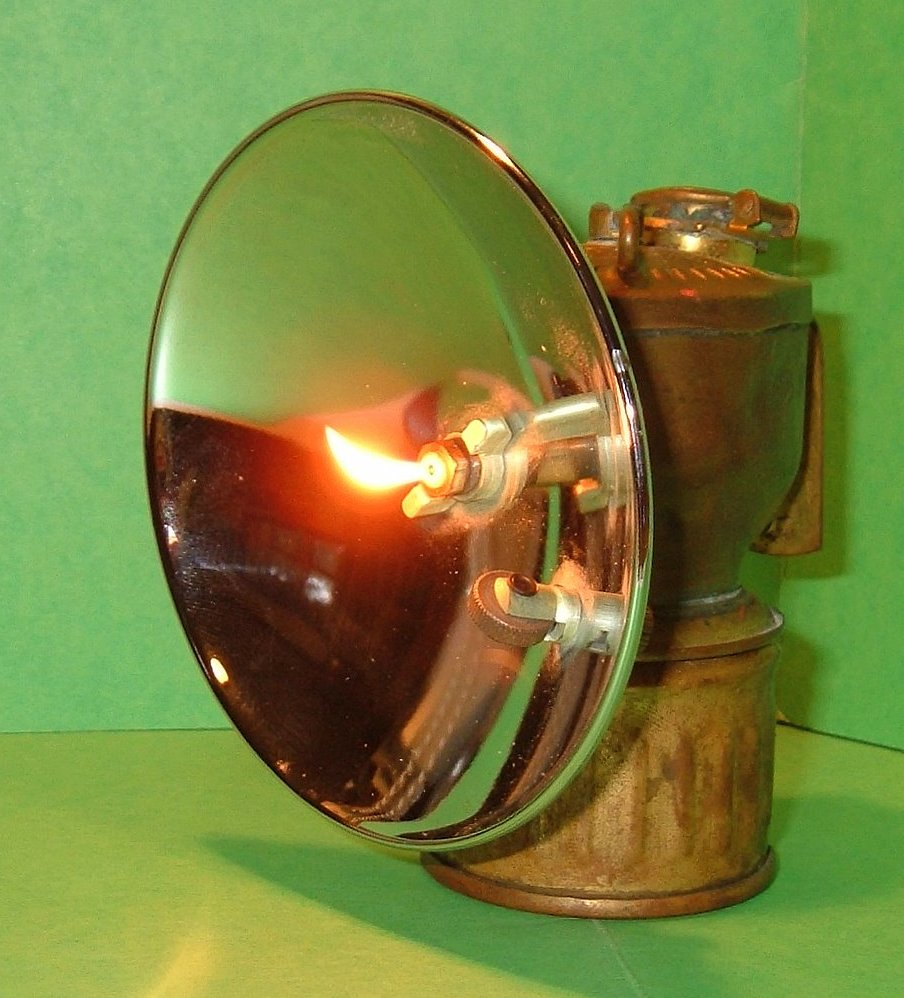
Lampe à acétylène, modèle américain de mineur, qui se clipse sur le casque, avec briquet sur le réflecteur (cap's lamp).

La lampe peut être décomposée en deux parties : le générateur à acétylène d'une part, qui fabrique le gaz, et le bec d'autre part avec son réflecteur, fournissant la lumière elle-même.
Ces deux parties peuvent être en un seul bloc, pour être facilement portable à la main, ou séparées, et reliées par un tuyau comme c'est souvent le cas en spéléologie, ou sur les véhicules, où le générateur est placé près du pilote pour pouvoir être réglé facilement au cours du déplacement.

### Générateur
Le générateur fonctionne grâce à du carbure de calcium et de l'eau.
Le carbure de calcium est fabriqué industriellement par fusion d'un mélange de coke et de chaux vive, concassé et calibré en blocs ayant l'apparence de cailloux très durs et de couleur gris-blanc.
Ces blocs sont placés dans l'un des deux compartiments de la lampe à acétylène, l'autre compartiment contenant de l'eau.
On règle l'écoulement de l'eau sur le carbure pour fournir le débit d'acétylène nécessaire. C'est l'acétylène, qui en brûlant, éclaire. On peut signaler que la lumière émise est naturellement très blanche contrairement à celle émise par du gaz butane ou propane par exemple.
Comme résidu, on obtient de la chaux éteinte, qui forme une gangue autour des cailloux de carbure.
L'acétylène est produit par la réaction :
CaC2(s) + 2H2O(l) → C2H2(g) + Ca(OH)2(aq)
L'acétylène brûle facilement dans l'atmosphère :
2C2H2 + 5O2 → 4CO2 + 2H2O + ΔH = −1 300 kJ/mol
Voici la description des deux parties :

#### Réservoir d'eau
Le plus souvent en haut, d'un volume courant de 200 cm3, muni d'un bouchon pour le remplir. On peut régler le goutte à goutte grâce à un robinet souvent appelé vis-pointeau.
En effet ce robinet est le plus souvent une longue tige filetée terminée en pointe. La pointe vient se loger dans un trou situé au fond du réservoir. Ainsi plus on dévisse le pointeau, plus le trou est laissé ouvert permettant à l'eau de descendre par gravité dans la partie inférieure. Ce système a l'avantage d'être simple, et de ne pas se boucher facilement avec la chaux produite par le générateur. En cas de bouchage, l'action de fermer le pointeau débouche le trou d'écoulement d'eau grâce à sa pointe.
Ce réservoir se vidant, il faut combler le vide laissé par l'eau s'écoulant.
Le réservoir est soit mis à l'air, avec un trou dans le bouchon comme sur les modèles « Fisma », avec l'inconvénient de se vider si on bascule le générateur, soit grâce à un double tuyau, suivant celui du gaz comme pour le modèle « Ariane ».

L'autre solution consiste à laisser une partie du gaz produit entrer dans le réservoir d'eau. Ce dernier système à plusieurs avantages :
- l'eau s'écoule bien car les pressions à l'intérieur des deux compartiments du générateur sont égales ;
- le générateur est complètement étanche, pas de risque de perdre de l'eau ou du gaz.

#### Réservoir de carbure de calcium

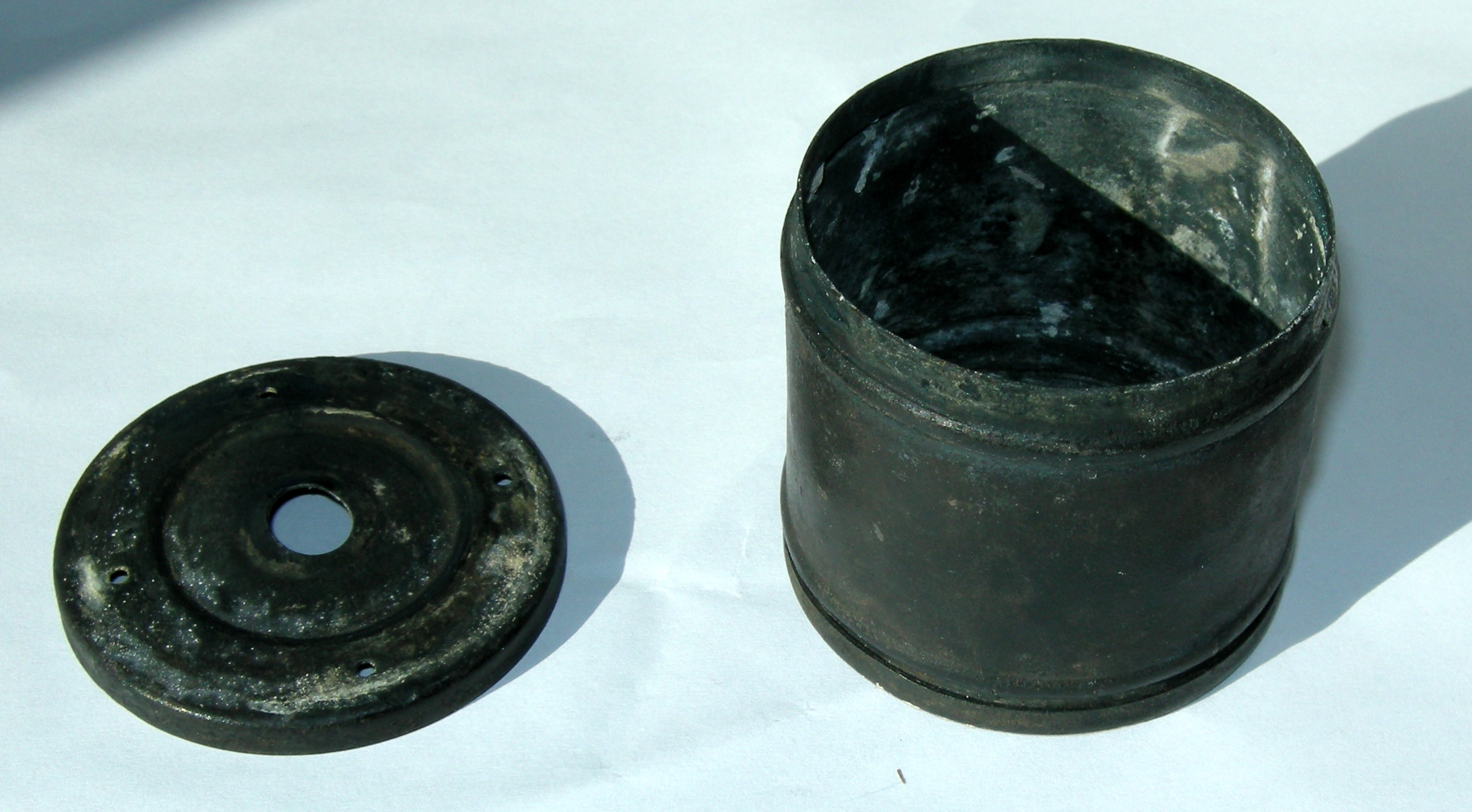
Réservoir à carbure de calcium.

Le plus souvent situé en bas, d'un volume courant de 300 cm3, et muni d'une grande ouverture pour le remplir de blocs de carbure de calcium qui doivent avoir un volume d'environ 80 cm3 pour l'utilisation dans une lampe.
On accède le plus souvent à ce réservoir en séparant la lampe ou générateur en deux parties.
Ils peuvent être retenus ensemble par un pas de vis sur le pourtour du réservoir de carbure (modèle Fisma par exemple). Ce système à le désavantage d'être assez fragile selon sa réalisation, et d'être difficile à manipuler lorsque l'ensemble n'est pas bien propre (boue, chaux), ou que le réservoir a été déformé à cause de chocs (réguliers lorsque l'on porte le réservoir à la ceinture) ou par l'augmentation de volume due à l'hydratation du carbure.
Certains modèles possèdent une vis centrale, plus solide, et non sujette à la déformation des chocs sur la lampe, mais plus salie par la chaux. Ces modèles sont cependant plus faciles à manipuler que les précédents.
La vis peut être extérieure, solidaire du réservoir grâce à un étrier mobile, la vis serrant les deux parties ensemble en s'appuyant sur le haut du réservoir d'eau (modèle Arras). Ce système est encombrant, mais assez facile à manipuler, et solide.
Enfin le réservoir peut être accessible par le bas grâce à un bouchon vissant (modèle Arianne).

#### Eau et carbure de calcium
L'idéal est d'utiliser de l'eau déminéralisée, afin d'éviter les dépôts de minéraux dans les conduits de la lampe. Toutefois, ce n'est pas toujours possible car ce type d'eau se vend en bidons et bouteilles. Si le réservoir d'eau est rempli sur place avec l'eau du milieu, il faut s'assurer de ne pas introduire des boues dans la lampe.
Le carbure de calcium ne se fabrique plus depuis 2000 en France. Ce produit étant très sensible à l'humidité, sa vente au détail est difficile. Le plus simple est de s'en procurer par fûts de 50 ou 100 kg. Quelques associations et clubs de spéléologie peuvent vendre le carbure de calcium au détail, mais ne peuvent pas l'expédier.

### Bec et son réflecteur

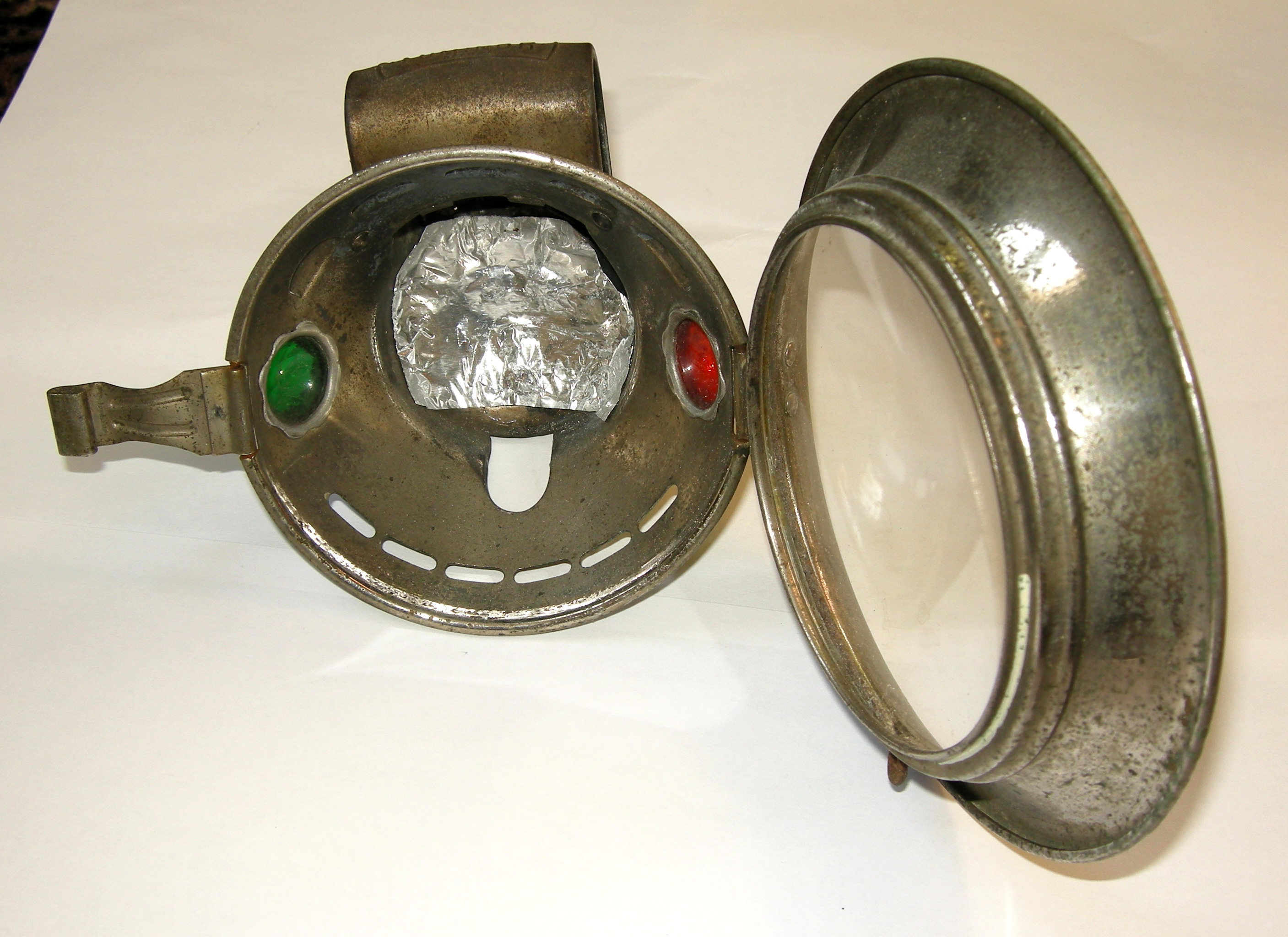
Réflecteur.

Le réflecteur n'est pas indispensable, mais, quand il est propre, il améliore l'éclairage. Le bec lui-même peut être en céramique. Il est soit directement fixé au générateur, sans réflecteur (montage courant sur les modèles « Arras »), ou sur une plateforme fixée au casque (en spéléologie). Dans le dernier cas il possède un réflecteur servant aussi à le protéger. Il possède aussi souvent un allumeur piézoélectrique (ou, plus rarement résistif) pour l'allumer ou le rallumer facilement.
Les modèles courants ont un débit autour de vingt litres par heure.

## Modèles
- 1892 : lampe d'Henri Moissan (°1852-†1907)
- 1903 : lampe Perbal de Marcel Perbal (°1875-†1937) : brevet no 337.742 du 15 décembre 1903
- 1904 : lampe Étoile de Joseph Mercier (°1863-†1921) : brevet no 341.065 du 9 mars 1904 et brevet complémentaire le 5 juin 1906 pour le bouchon. Les enfants de Mercier inventeront même un brûleur permettant de transformer la lampe en réchaud de cuisine (brevet no 789.443 du 1er mai 1935)[7]
- 1909 : lampe JD ou « Croissant » de Jules Delacour (°1869-†1945) ; sur modèle Perbal à la suite du rachat de l'entreprise éponyme
- 1922 : lampe Arras
- 1941 : lampe Aquilon de la société Pernin et Lardière vendue par  Desautel[8]
- Fisma
- Ariane de la société Petzl
- Malombra de la société Alp-design
- Hios de la société Repetto
- Cirilo de la société MTDE